# Lastovce
Lastovce (maďarsky Lasztóc) jsou obec na Slovensku. Nacházejí se v Košickém kraji, v okrese Trebišov. První písemná zmínka o obci je z roku 1266.
Obec se rozkládá v nadmořské výši 175 m. Přísluší do tradičního regionu Zemplín. K 31. 12. 2011 žilo v obci 1103 obyvatel.